# Фаскунджі

Фаскунджі (груз. ფასკუნჯი) — величезний літаючий птах, незмінний билинний персонаж грузинської міфології, живе високо в горах, або під землею, може говорити як людина, і сприяє героям.